# Lee Chang-yong
Đây là một tên người Triều Tiên, họ là Lee.
Lee Chang-Yong (tiếng Hàn: 이창용; sinh ngày 27 tháng 8 năm 1990) là một cầu thủ bóng đá Hàn Quốc thi đấu ở vị trí hậu vệ cho Asan Mugunghwa ở K League 2.

## Sự nghiệp
Anh ký hợp đồng với Gangwon FC ngày 7 tháng 12 năm 2012.